# Walter Formes
Carl Walter Formes (* 8. Juli 1883 in Berlin; † 23. März 1966 in Bielefeld) war ein Film-, Theaterschauspieler sowie Theaterregisseur.

## Leben
Über Formes ist nur äußerst wenig bekannt. Seine Karriere beim Film umfasst aber immerhin mindestens 30 Jahre. Nach den Rassegesetzen der Nazis als „Halbjude“ eingestuft, durfte er ab 1933 nicht mehr filmen.

## Filmografie
- 1919: Die andere Welt
- 1919: Das Gift im Weibe
- 1919: Die Tochter der Berge
- 1919: Erste Liebe
- 1919: Der Blick in den Abgrund
- 1919: Sein letzter Trick
- 1919: Die Rächerin. Das Abenteuer des Architekten Terzky
- 1919: Pogrom
- 1919: Retter der Menschheit
- 1919: Der Kampf unter dem Meeresspiegel
- 1919: Die Medaille der Republik
- 1919: Bergsünden
- 1920: Madame Récamier
- 1920: Der Meisterschuß
- 1920: Die Wölfin
- 1920: Der verflixte Aberglaube
- 1921: Die Frau mit den 10 Masken. 1. Begebenheit: Das Grab ohne Toten
- 1921: Die Frau mit den 10 Masken. 2. Begebenheit: Der Schatten des Gehenkten
- 1924: Harry Hills Jagd auf den Tod (Teil 1)
- 1925: Harry Hill im Banne der Todesstrahlen
- 1925: Kampf um die Scholle
- 1928: Der Biberpelz
- 1949: Hochzeit mit Erika